# 1,2-difluorobenzè
L'1,2-difluorobenzè és un compost aromàtic amb fórmula {\displaystyle {\ce {C6H4F2}}}. Aquest líquid incolor és un dissolvent utilitzat en els estudis electroquímics de complexos de metalls de transició. En comparació amb la majoria de dissolvents alifàtics i aromàtics halogenats convencionals, posseeix una constant dielèctrica excepcionalment alta (ε0 = 13,8 a 300 K). Així, pot ser un dissolvent adequat per a complexos organometàl·lics catiònics i/o altament electròfils.

## Propietats
L'1,2-difluorobenzè és un líquid incolor. El seu punt de fusió és de −34 °C, el punt d'ebullició 92 °C, la seva densitat és d'1,158 g/cm³ a 25 °C i l'índex de refracció val 1,443. No és miscible o és difícil de barrejar amb aigua. És estable, incompatible amb agents oxidants forts, molt inflamable, i amb un punt d'inflamació baix.

## Preparació
L'1,2-difluorobenzè es prepara mitjançant una simple reacció de substitució de fluor amb fluorobenzè.
{\displaystyle {\ce {C6H5F + F2 -> C6H4F2 + HF}}}

## Usos
L'1,2-difluorobenzè s'ha utilitzat com a dissolvent per a l'anàlisi electroquímica de complexos de metalls de transició. És relativament químicament inert, es coordina feblement i té una constant dielèctrica prou alta per a dissoldre molts electròlits i sals complexes metàl·liques. S'utilitza com a dissolvent de coordinació feble per a complexos metàl·lics. Té un paper com a anestèsic.

## Perill
DFB és un líquid i vapor altament inflamables. Els productes de descomposició perillosos formats en condicions d'incendi inclouen òxids de carboni i fluorur d'hidrogen.